# Dalila de Nóbrega
Dalila de Nóbrega (São Paulo, 6 de Janeiro de 1990) é uma bailarina, cantora, roteirista, atriz e humorista brasileira Ela é atualmente integrante do elenco de A Praça é Nossa, interpretando a personagem Sensuellen.

## Carreira
Dalila nasceu em uma família de humoristas. Ela foi nomeada em homenagem à sua bisavó paterna, Dalila Afonso de Nóbrega. O seu pai, Marcelo de Nóbrega, é diretor do programa A Praça é Nossa, exibido pelo SBT.O seu avô, Carlos Alberto de Nóbrega, protagoniza o programa A Praça é Nossa. E o seu bisavô Manuel de Nóbrega foi o criador e protagonista do programa A Praça da Alegria, em 1956, exibido inicialmente pela TV Paulista e, depois, pela TV Record. Dalila representa a quarta geração da família Nóbrega.
Dalila cursou Design, mas desistiu da profissão e disse para o pai que queria ser atriz. Ela estudou na Casa das Artes de Laranjeiras (CAL), no Tablado e na Escola de Atores Wolf Maya, e também é formada em balé.
Desde 2017, Dalila de Nóbrega integra o elenco do programa humorístico A Praça É Nossa, do SBT, apresentado por seu avô Carlos Alberto de Nóbrega e dirigido por seu pai Marcelo de Nóbrega. Sua primeira vez no programa foi em 6 de abril de 2017, quando interpretou Lila, criança prima de Nina (Marlei Cevada). Depois, começou a interpretar a personagem Dra. Camomila, uma advogada ranzinza, sempre com uma resposta na ponta da língua. Dalila disse que sua personagem foi inspirada em sua avó materna, Dra. Tereza. Durante a Copa do Mundo de 2018, Dalila interpretou a socialite Dadá, que comentava a Copa de maneira divertida, ao lado de Mamá (Marlei Cevada) e Bibi (Gabriela Graça). Em março de 2019, passou a interpretar Sensuellen, uma mulher na faixa dos 30 anos que gosta de se vestir de forma exuberante e tem a sinceridade como sua marca. Questionada por Carlos Alberto se não obedece a um limite, completa "num guento". 

## Vida pessoal
Dalila é filha de Marcelo de Nóbrega da sua primeira esposa, Marise Santos e neta de Carlos Alberto de Nóbrega, tem uma irmã mais nova, Milana (nascida em 1995) e três meio-irmãos trigêmeos José, Murilo e Emily (nascidos em 9 de setembro de 2019). Em 25 de fevereiro de 2020, nasceu seu primeiro filho, Remi, fruto de seu relacionamento com Rafael Polon.

## Trabalhos

### Televisão
| Ano             | Título          | Papel                                   | Emissora |
| --------------- | --------------- | --------------------------------------- | -------- |
| 2017 - presente | A Praça é Nossa | Lila / Dadá / Dra. Camomila/ Sensuellen | SBT      |
| 2024 - presente | A Pracinha      | Co-apresentadora                        | +SBT     |